# Elecciones presidenciales de Estados Unidos de 1980 en Texas
Las elecciones presidenciales de los Estados Unidos de 1980 en Texas se celebraron el martes 4 de noviembre de 1980, como parte de las Elecciones presidenciales de Estados Unidos de 1980, en las que participaron los 50 estados más el distrito de Columbia. Los votantes de Texas eligieron a los electores para que los representaran en el Colegio electoral a través del voto popular, enfrentando a las fórmulas del Partido Demócrata, del entonces actual  presidente Jimmy Carter y el vicepresidente titular Walter Mondale, contra la de los retadores  del Partido Republicano, el exgobernador de California Ronald Reagan y su compañero el ex director de la Agencia Central de Inteligencia George H.W. Bush, Texas tenía 26 votos electorales en el Colegio Electoral.
Texas fue ganado por el candidato Republicano Ronald Reagan por un margen muy cómodo del 13.86%, Si bien Carter no logró llevar el estado en 1980, sigue siendo (hasta las elecciones de 2024) el último candidato presidencial demócrata en haber ganado los siguientes condados: Cherokee, Coke, Erath, Kaufman, León, Somervell, Van Zandt y Wise. Esta fue también la última vez que Texas votó más demócrata que California.
El 59% de los votantes blancos apoyaban a Reagan, mientras que el 37% apoyaba a Carter.

## Resultados
| Partido | Partido       | Candidato        | Votos     | %     |
| ------- | ------------- | ---------------- | --------- | ----- |
|         | Republicano   | Ronald Reagan    | 2,510,705 | 55.28 |
|         | Demócrata     | Jimmy Carter     | 1,881,147 | 41.42 |
|         | Independiente | John B. Anderson | 111,613   | 2.46  |
|         | Libertario    | Ed Clark         | 37,643    | 0.83  |
| Otros   | Otros         | Otros            | 529       | 0.01  |
|         |               |                  |           |       |
| Total   | Total         | Total            | 4,541,637 | 100   |
|         |               |                  |           |       |
| Fuente: |               |                  |           |       |